# Sidcup

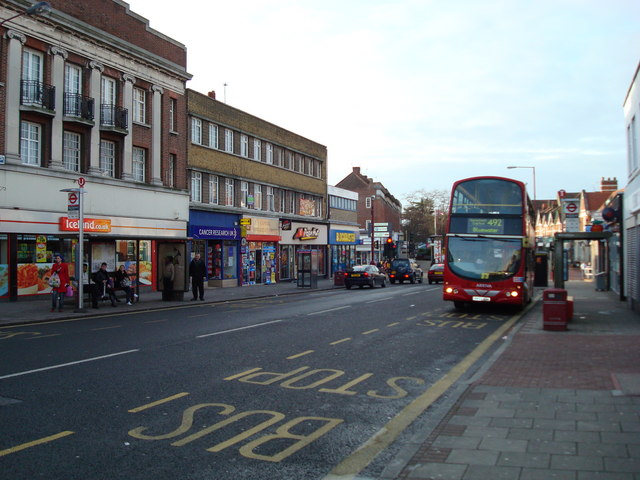
Sidcup High Street

Sidcup ist ein Ort im Londoner Stadtbezirk London Borough of Bexley in England. Er hat über 50.000 Einwohner. Er wurde bekannt im Zusammenhang mit der Enthüllung des Nahrungsmittelskandals um Dasani, die Tafelwassermarke der Firma Coca-Cola. 

## Persönlichkeiten
- Ethel Smyth (1858–1944), britische Komponistin, Schriftstellerin und Frauenrechtlerin
- Charles Kingsley Adams (1899–1971), Kunsthistoriker
- Cyril Conrad Cowderoy (1905–1976), römisch-katholischer Erzbischof von Southwark
- Dennis Taylor (1921–1962), Automobilrennfahrer
- Jim Godbolt (1922–2013), Jazzautor
- Patricia Carroll (1932–2017), Pianistin
- Martin Woodcock (1935–2019), Tierillustrator, Künstler, Autor, Illustrator und Präsident des African Birds Clubs
- Rosemary Low (* 1942), Buchautorin und Expertin für Vögel
- John Paul Jones (* 1946), Bassist und Keyboarder
- Stephen Boxer (* 1950), Schauspieler
- Mike Rann (* 1953), Politiker
- Steve Backley (* 1969), Speerwerfer
- Sarah Young (* 1971), Pornodarstellerin
- Harry Arter (* 1989), irisch-britischer Fußballspieler
- Robert Knox (1989–2008), Schauspieler
- Lewis Burton (* 1992), Tennisspieler